# Glipa tripartita
Glipa tripartita es una especie de coleóptero de la familia Mordellidae.

## Distribución geográfica
Habita en Tonkin (Vietnam).